# Арнолд II фон Волхузен
Арнолд II фон Волхузен (на немски: Arnold II von Wolhusen; † сл. 1226) е благородник от род фон Ротенбург, господар на Волхузен в кантон Люцерн в Швейцария.
Той е син на Арнолд I фогт фон Ротенбург († сл. 1192) и съпругата му Гепа фон Волхузен († сл. 24 януари 1184), дъщеря на Лютолд фон Волхузен († сл. 1184). Внук е на Маркварт I фон Ротенбург († сл. 1150) и София († сл. 1150).

## Фамилия
Арнолд II фон Волхузен се жени за Аделхайд и има с нея три деца:
- Маркварт III фон Волхузен († ок. 16 април 1282), женен за Аделхайд († сл. 26 юли 1288), имат син и дъщеря
- Валтер III фон Волхузен († 1 декември 1265), женен за Уелхилд (Аделхайд) фон Афолтерн († сл. 1264); имат син
- Гепа фон Волхузен († сл. 1259), омъжена пр. 1 април 1228 г. за Аймон I де Монтагни († 2 юни 1239)